# Хамболт (Јужна Дакота)
Хамболт (енгл. Humboldt) град је у америчкој савезној држави Јужна Дакота.

## Демографија
По попису из 2010. године број становника је 589, што је 68 (13,1%) становника више него 2000. године.
| Група             | 2000.       | 2010.       |
| Белци             | 504 (96,7%) | 560 (95,1%) |
| Афроамериканци    | 0 (0,0%)    | 1 (0,2%)    |
| Азијати           | 3 (0,6%)    | 0 (0,0%)    |
| Хиспаноамериканци | 1 (0,2%)    | 9 (1,5%)    |
| Укупно            | 521         | 589         |